# Chrysotimus beijingensis
Chrysotimus beijingensis är en tvåvingeart som beskrevs av Yang och Saigusa 2001. Chrysotimus beijingensis ingår i släktet Chrysotimus och familjen styltflugor.
Artens utbredningsområde är Beijing (Kina). Inga underarter finns listade i Catalogue of Life.